# Visoka renesansa
Visoka renesansa  (ili razvijena renesansa, tal. cinquecento) je kasna faza renesanse koja se odvija do prve polovice 16. st.

## Vrijeme i nastanak
Visoka renesansa je vrijeme kada se prestaju utvrđivati gradovi jer su nastali topovi s eksplozivnim punjenjem i obrambeni zidovi postaju suvišni. Vojska izlazi iz gradova i okršaji se dešavaju na otvorenom prostoru. Jačaju monarsi koji postaju moćni, snažni, bogati i sposobni braniti teritorijalni integritet cijele države. Grade se kulturne i znanstvene institucije, knjižnice, galerije, muzeji. Razvija se znanost, posebice matematika, fizika i astronomija (Nikola Kopernik, Galileo Galilei, Giordano Bruno govore protiv geocentričnog sustava). Jačaju gradovi kao Rim, a pogotovo Venecija koja je trgovinom, ratovima, ali i demokratskim izborima među vlastelom, te zahvaljujući prevlasti na Sredozemlju postala najjačom silom u Europi. Dakako, 1500. g., na vrhuncu moći Venecije, nitko nije slutio da je to i početak njenog kraja jer se trgovina već prebacivala na relaciju Europa-Amerika (Kristofor Kolumbo je otkrio Ameriku 1492. g.). 
Društveno-socijalna decentralizacija vlasti započinje reformom rimokatoličke crkve poznatom pod imenom protestantizam (Martin Luther 1517. g. – Wittenberg, 95 teza). Njemačka aristokracija uvelike prihvaća protestantizam i stvara autonomne, apsolutističke kneževine i vojvodstva. Svećenici mijenjaju način života, imaju svoje župe, ne grade se skupocjene crkve, ukidaju se ceremonije i prestaje se trošiti na skupocjena umjetnička djela. Biblija se prevodi na Njemački jezik i postaje prva knjiga njemačke književnosti.
Tijekom 16. st. "Visoka renesansa" je u Firenci nastavila producirati velike umjetnike; ali centrom talijanske umjetnosti postao je Rim, gdje su ambiciozni pape Leon X. i Julije II. slavili grad slaveći sebe. U Rimu djeluje Donato Bramante (1444. – 1514.) koji gradi Tempietto (mali hram) – objekt je mali (visina 9m), kružni sa šesnaest stupova, dva kata s kupolom, lanternom i apsolutno je simetričan. Po skladu i simetriji nazivaju ga "Partenonom" novoga vijeka. 
U vrijeme kada se izrazito štovao subjektivizam i individualizam svakoga umjetnika, toliko da je se stvarao kult genija, umjetnici su željeli da se izražavaju posebno i da pri tome ostavljaju poseban dojam na promatrače djela. To je vrijeme kada je vladala ideja genijalnog umjetnika, pojedinca nadahnutog od Boga, koji je bio uspješan u različitim vrstama umjetnosti – univerzalni čovjek (tal. hommo universalis). Visoku renesansu personificiraju tri najveća umjetnika svih vremena: Leonardo da Vinci, Michelangelo i Raphael Sanzio de Urbino.

## Popis umjetnika Cinquecenta
| Italija: - Andrea Palladio - Andrea del Sarto - Donato Bramante - Gentile Bellini - Giorgione - Giovanni Bellini - Leonardo - Michelangelo - Piero di Cosimo - Rafael - Tizian | Nizozemska: - Hieronymus Bosch - Pieter Brueghel stariji - Pieter Brueghel mlađi Njemačka: - Matthias Grünewald - Albrecht Dürer - Hans Memling - Hans Holbein mlađi | Hrvatska: - Julije Klović Francuska: - Domenico da Cortona - Claude Perrault Engleska: - Inigo Jones |

## Tri genija
Renesansni ideal univerzalnog čovjeka utjelovio je Leonardo (1452. – 1519.). U njemu su znanstvena radoznalost i moćna inteligencija bile skladno spojene s ljubavlju prema prirodi i jasnim osjećajem za njene tajne. Inženjer, znanstvenik, glazbenik, slikar i kipar - Leonardo je studirao sve, od kretanja vode do unutarnjeg sklopa ljudskog tijela, napravio je crteže letećih mašina, brana, zgrada, opsadnih oružja, sve nacrtano i opisano zrcalnim pismom u njegovim bilježnicama. 
Na slici Majka Božja s Djetetom, sv. Anom i janjetom možemo prepoznati sve karakteristike njegovog slikarstva: likovi su uvijek raspoređeni u nekom geometrijskom odnosu - piramidalna kompozicija, postupno modeliranje likova koji kao da izlaze iz neke magle (tal. sfumato), valersko slikanje uz uporabu kontrasta svijetlo-tamnog (tal. chiaro-scuro).   
Leonardo je naslikao i najpoznatiju sliku na svijetu – Mona Lisa. To je čudesan portret žene koja se tajanstveno smiješi (arhajski osmjeh) ispred rastaljenog pejzaža kamenja i rijeka. Portret žene je jako idealiziran iako je nastao po stvarnom modelu i u toj ravnoteži leži tajanstvenost ove slike. 
Drugi važni arhitekt cinquecenta, još slavniji kao kipar i slikar, je Michelangelo (1475. – 1564.). Njegov genij i njegovi veliki pothvati u svim umjetnostima učinili su ga idolom mnogih generacija umjetnika. 
Monumentalnost postiže zarana već svojom skulpturom Davida koji je bio simbol slobodarske firentinske republike. Strahovita snaga i napetost zrače iz tijela ove skulpture. U svojim djelima je izražavao svoja filozofska i etička stajališta. To se najbolje vidi u njegovom ciklusu skulptura Robovi, gdje je ljudsko tijelo shvaćeno kao tamnica duha. Michelangelova umjetnost je dramatična, napeta i napadna.
On je odgovoran za preuređenje Bramanteovog nacrta crkve Sv. Petra u Rimu i za izvedbu njene kupole koju je napravio tako da dominira građevinom. Ona predstavlja vrhunac Visoke renesanse, prijelazno razdoblje manirizma i izrazite elemente budućeg stila baroka. 
Papa Julije II. povjerava Michelangelu oslikavanje stropa Sikstinske kapele 1508. – 1512. Freske na stropu Sikstinske kapele u Vatikanu omogućile su mu da izrazi svoju viziju. To je panorama Biblijske povijesti od Nastanka svijeta nadalje. Trideset godina kasnije Michelangelo je naslikao Posljednji sud iznad oltara kapele – napadno i grozničavo djelo koje je posjedovalo kolorizam Manirizma i bilo je ispunjeno snažnim oblicima podcrtavajući kontekst prokletstva. 
Rafael (1483. – 1520.) je majstor sklada, njegova je umjetnost lirska i dramska. Kao mladić otišao je u Firencu i na njega su veliki utjecaj izvršili Leonardo i Michelangelo. Rafael je najreprezentativniji slikar renesanse koji je u svoje slikarstvo uklopio sve dotadašnje spoznaje i iskustvo umjetnosti (npr. chiaro-scuro, sfumato i proračunate kompozicije od Leonarda, te karakternost i voluminoznost likova od Michelangela). Upravo zbog toga, njegova umjetnost će biti najviše kopirana kroz stoljeća koja slijede kao istinska renesansa. 
Dok je Michelangelo radio na stropu Sikstinske kapele, Rafael je slikao freske u Vatikanskim polujavnim sobama, tzv. Stanze (oko 1510.). Atenska škola, Sveti razgovor i Poetika su slavna remekdjela koja predstavljaju vrhunske discipline koje su se štovale u renesansi: filozofiju, religiju i umjetnost. Predivno komponirani, jasni i mirni, oni zrače spokojnošću. 
Bio je i izvrstan portretist. Razvio je svoj način slikanja Gospe - čistu i idealiziranu. Naslikana na njegov način koji sublimira iskustva renesanse postat će modelom generacija slikara koji slijede.

## Venecijanska renesansa
Za razliku od "intelektualnog" slikarstva Firence i Rima, u Veneciji je nastala umjetnost u kojoj je boja važnija od linija. Osvjetljenje je presudno i prepoznatljivo u ovom slikarstvu. To je umjetnost umjetnika kao što su: Giovanni Bellini, Giorgione, Tizian i dr.

## Renesansa na sjeveru
Sjevernoeuropska renesansa obuhvaća renesansnu umjetnost zapadne Europe nastale sjeverno od Alpa uglavnom tijekom 16. st. Ona se odlikuje nizom posebnosti koje ju razlikuju od izvorne, talijanske renesanse.

## Poveznice
- Renesansa
- Rana renesansa
- Hrvatska renesansa

## Vanjske poveznice
- Satellite Photo Satelitska slika Tempietta.
- Vatikanski muzej Online: Sikstina -- Virtualni posjet freskama.
- Plan i slike: Cappella Sistina.
- Luminarium: Papa Julije II.